# Звегинцево (посёлок)
Звегинцево — посёлок в Борисоглебском городском округе Воронежской области России.

## Население
| 2010 |
| ---- |
| 13   |

## Инфраструктура
В посёлке находится железнодорожная станция Звегинцево.